# Omicourt
Omicourt és un municipi francès situat al departament de les Ardenes i a la regió del Gran Est. L'any 2007 tenia 49 habitants.

## Demografia

### Població
El 2007 la població de fet d'Omicourt era de 49 persones. Hi havia 13 famílies de les quals 4 eren parelles sense fills i 9 parelles amb fills.
La població ha evolucionat segons el següent gràfic:
Habitants censats

### Habitatges
El 2007 hi havia 25 habitatges, 15 eren l'habitatge principal de la família i 9 eren segones residències. Tots els 25 habitatges eren cases. Dels 15 habitatges principals, 13 estaven ocupats pels seus propietaris i 2 estaven cedits a títol gratuït; 3 tenien quatre cambres i 12 en tenien cinc o més. 13 habitatges disposaven pel capbaix d'una plaça de pàrquing. A 7 habitatges hi havia un automòbil i a 9 n'hi havia dos o més.

### Piràmide de població
La piràmide de població per edats i sexe el 2009 era:
| Homes | Edats   | Dones |
| ----- | ------- | ----- |
| 0     | 95 o +  | 0     |
| 0     | 90 a 94 | 0     |
| 0     | 85 a 89 | 0     |
| 0     | 80 a 84 | 0     |
| 0     | 75 a 79 | 0     |
| 0     | 70 a 74 | 0     |
| 4     | 65 a 69 | 0     |
| 0     | 60 a 64 | 4     |
| 0     | 55 a 59 | 0     |
| 0     | 50 a 54 | 0     |
| 4     | 45 a 49 | 0     |
| 0     | 40 a 44 | 0     |
| 4     | 35 a 39 | 8     |
| 4     | 30 a 34 | 0     |
| 0     | 25 a 29 | 0     |
| 0     | 20 a 24 | 0     |
| 0     | 15 a 19 | 4     |
| 0     | 10 a 14 | 0     |
| 0     | 5 a 9   | 0     |
| 0     | 0 a 4   | 0     |

## Economia
El 2007 la població en edat de treballar era de 36 persones, 27 eren actives i 9 eren inactives. De les 27 persones actives 25 estaven ocupades (14 homes i 11 dones) i 2 estaven aturades (1 home i 1 dona). De les 9 persones inactives 7 estaven estudiant i 2 estaven classificades com a «altres inactius».
Activitats econòmiques
L'únic establiment que hi havia el 2007 era d'una empresa de serveis.

## Poblacions més properes
El següent diagrama mostra les poblacions més properes.